# Чемпіонат України з футзалу серед жінок 1997
Чемпіонат України з футзалу серед жінок 1997 — третій чемпіонат України, який проходив з 21 січня 1997 року по 4 травня 1997 року. Змагання було доручено проводити комітету жіночого футзалу Асоціації міні-футболу України, який очолював Сергій Ягодкін. У змаганнях взяло участь 10 команд, які за результатами відбіркового етапу були розділені на 2 групи. Переможцем стала полтавська «Ніка» під керівництвом Сергія Ягодкіна.

## Учасники
Порівняно з попереднім чемпіонатом команд стало значно більше, а саме 10. Крім північної і східної, також була представлена і західна Україна.
| - «Біличанка» (смт. Коцюбинське, Київська область) - «Валківчанка» (м. Валки, Харківська область) - «Мінора» (Черкаси) - «Мрія» (с. Степанівка, Сумська область) - «Нагія» (м. Охтирка, Сумська область) | - «Ніка» (Полтава) - «Смерічка» (Львів) - «Сюзанка» (Суми) - «Уніспорт» (Київ) - «Харків'янка» (Харків) |

## Регіональний розподіл
| Регіон             | Кіл-ть команд | Команди                  |
| ------------------ | ------------- | ------------------------ |
| Сумська область    | 3             | Мрія, Нагія, Сюзанка     |
| Харківська область | 2             | Харків'янка, Валківчанка |
| Київ               | 1             | Уніспорт                 |
| Київська область   | 1             | Біличанка                |
| Львівська область  | 1             | Смерічка                 |
| Полтавська область | 1             | Ніка                     |
| Черкаська область  | 1             | Мінора                   |

## Підсумкова таблиця
| М  | Команда                 |
| -- | ----------------------- |
| 1  | «Ніка» Полтава          |
| 2  | «Мінора» Черкаси        |
| 3  | «Харків'янка» Харків    |
| 4  | «Уніспорт» Київ         |
| 5  | «Біличанка» Коцюбинське |
| 6  | «Смерічка» Львів        |
| 7  | «Сюзанка» Суми          |
| 8  | «Нагія» Охтирка         |
| 9  | «Валківчанка» Валки     |
| 10 | «Мрія» Степанівка       |